# Mad Love Chase
Mad Love Chase, in Japan bekannt unter dem Titel Harlem Beat wa Yoake Made (Harlem Beatは夜明けまで), ist eine mit fünf Bänden abgeschlossene Manga-Reihe von Takashima Kazusa, die zwischen 2001 und 2008 erschien.
Die Reihe, die in den Gattungen Action, Comedy und Fantasy verortet werden kann, richtet sich an eine junge weibliche Leserschaft. Das Werk erzählt die Geschichte des Dämonenprinzen Kaito, der gegen dessen Willen verheiratet werden soll und deswegen mit seiner Katze Reburn in die Welt der Menschen flieht, um der Hochzeit zu entgehen.

## Handlung
Weil der Dämonenprinz Kaito gegen seinen Willen mit Prinzessin Veeta verheiratet werden soll, flieht er mit seiner Katze auf die Erde und beschließt, sich als Oberschüler zu tarnen. Beim Übertritt von der Hölle in die Welt der Menschen ändert sich sein Aussehen gravierend. Der große, gebräunte und gutaussehende Mann sieht nun aus wie ein kleiner, schlanker Jugendlicher mit blasser Haut. Auch seine Katze erhält ein menschliches Aussehen und sieht nun wie eine Frau aus.
Während Kaito seine Tage als einfacher Oberschüler verbringt, entsendet sein Vater einen Vampir, einen Werwolf und einen Zombie, die sich in der Menschenwelt auf die Suche nach seinem Sohn machen sollen. Doch auch Prinzessin Veeta ergreift die Initiative und reist selbst auf die Erde um nach ihrem zukünftigen Bräutigam zu suchen.

## Charaktere
Kaito (カイト)
Der Prinz der Hölle. Ein gutaussender junger Mann. Weil er eine Zwangsehe eingehen soll, flieht er auf die Erde und nimmt das Pseudonym Yamato Kujō (九条 ヤマト Kujō Yamato) an. Als Yamato sieht er wie ein gewöhnlicher, schlanker Junge mit blasser Haut aus. Er verbringt seine Tage als Oberschüler. Er trägt eine auffällige Tätowierung, das ihn als Dämonenprinz ausweist.
Reburn (レブン, Rebun)
Kaitos’ Katze, die mit ihm in die Menschenwelt flieht und das Aussehen einer Frau annimmt. Ihr Deckname auf der Erde lautet Itsumi Haga (羽賀 逸美 Haga Itsumi). Sie wird an der Oberschule, die Kaito besucht, Schulkrankenschwester. Ihre Aufgabe ist es, auf den Prinzen aufzupassen.
Taiki Asakura (朝倉 太樹, Asakura Taiki)
Der Zombie. Er ist Kaitos überfürsorglicher bester Freund und wird  gemeinsam mit zwei anderen Dämonen auf die Erde geschickt, um nach den Prinzen zu suchen. Taiki hegt romantische Gefühle für Reburn in ihrer Menschenform.
Sōya (蒼夜)
Der Vampir und ein Schürzenjäger. Er wird gemeinsam mit Taiki, einem Zombie und Tōma, einem Werwolf entsandt, um den entlaufenden Prinzen aufzuspüren und in die Hölle zurückzubringen. An Kaitos’ Oberschule hat er die Stelle des Hausmeisters inne und ist bei den Schülerinnen beliebt. Wie Taiki ist auch er in Reburn verliebt, wurde in der Vergangenheit oft von ihr abgewiesen.
Tōma Kisaragi (如月 冬真, Kisaragi Tōma)
Der Werwolf und einer von drei Handlangern, die vom König der Hölle gesandt wurde, um nach Kaito zu suchen. Er ist aufbrausend und mag es zu faulenzen. Er kann gut mit Messern umgehen. An Kaitos’ Schule ist er ein älterer Mitschüler. Oftmals gerät er in Streitigkeiten mit Sōya, dem Vampir.
Sugita-sensei (杉田先生)
Die neue Beraterin der Schule. In Wahrheit ist sie die Verlobte von Kaito, die sich selbst auf den Weg gemacht hat, um nach ihren Bräutigam zu suchen. Sie führt bei den Schülern oft Uniformchecks durch, in der Hoffnung, bei einem Schüler das schwarze Tattoo zu finden, die den Träger als ihren zukünftigen Ehemann ausweist.
Mikage Kunitachi (国立 美景, Kunitachi Mikage)
Eine jüngere Mitschülerin, die Kaito in dessen Menschenform sehr ähnlich sieht. Sie hat Gefühle für Taiki.

## Veröffentlichungen
Die Mangaka Takashima Kazusa startete die Mangaserie im Jahr 2001 und veröffentlichte die Kapitel im Asuka-Magazin des Verlegers Kadokawa Shoten. Die einzelnen Kapitel wurden in fünf Bänden zusammengetragen und bis 2008 als Taschenbuch im Tankōbon-Format veröffentlicht.
Eine deutschsprachige Veröffentlichung von Claudia Peter erschien beim Verlag Carlsen Manga. Weitere Übersetzungen fanden in englischer und französischer Sprache statt.
| Band | Japanisch        | Japanisch              | Deutsch          | Deutsch                |
| Band | Veröffentlichung | ISBN                   | Veröffentlichung | ISBN                   |
| ---- | ---------------- | ---------------------- | ---------------- | ---------------------- |
| 01   | 17. Juli 2002    | ISBN 978-4-0492-4909-5 | 1. Aug. 2008     | ISBN 978-3-5517-6931-2 |
| 02   | 17. Juli 2003    | ISBN 978-4-0492-4947-7 | 1. Okt. 2008     | ISBN 978-3-5517-6932-9 |
| 03   | 9. Aug. 2004     | ISBN 978-4-0492-4979-8 | 1. Dez. 2008     | ISBN 978-3-5517-6933-6 |
| 04   | 16. Juni 2007    | ISBN 978-4-0492-5001-5 | 1. Feb. 2009     | ISBN 978-3-5517-6934-3 |
| 05   | 12. Aug. 2008    | ISBN 978-4-0492-5062-6 | 20. März 2009    | ISBN 978-3-5517-6935-0 |